# ニック・オールディス
ニック・オールディス（Nick Aldis、1986年11月6日 - ）は、イングランドの男性プロレスラー、俳優、フィットネス指導員。ノーフォーク・キングズ・リン出身。
マグナス（Magnus）のリングネームで知られる。

## 来歴

### キャリア初期
学生時代、水泳やテニスといったスポーツに励み、16歳でプロレスラーデビューを果たす。
2005年12月30日、ウェスト・サセックス・ワージングを拠点とするPWF（Premier Promotions）に参戦。ダグ・ウィリアムスと対戦。敗戦する。
2007年9月21日、アメリカ・ミズーリ州エルドンを拠点とするWLW（World League Wrestling）に参戦。ウェイド・チズムと組んでダニエル・クロス & デビッド・ラスターと対戦。勝利した。
2008年2月15日、リヴァプール・バーケンヘッドを拠点とするASW（All Star Wrestling）に参戦。ブライアン・ダニエルソンと組んでフレンチ・カナディアンズ（ピエール・カール・ウエレ & レネ・デュプリと対戦。勝利した。

### TNA
2008年11月、TNAと契約を交わし入団。
2009年1月20日、ブルータス・マグナス（Brutus Magnus）のリングネームで出場。
4月30日、iMPACT!にてダグ・ウィリアムス & ロブ・テリーとブリティッシュ・インヴェイジョン（The British Invasion）なるユニットを結成。チーム3D、モーターシティ・マシンガンズ、ビアマネー・インクなどのチームと抗争を繰り広げる。7月30日、IWGPタッグ王座を保持チーム3Dにテーブルマッチで挑戦。一度はテーブルに叩きつけられるもレフェリーが失神していたために決着せず、隙をついて乱入してきたエリック・ヤングがベルトでブラザー・ディーボンを殴打して倒し、気絶状態になっていたマグナスとディーボンの位置を入れ替えて勝利。この試合はIWGPタッグ王座を管理する新日本プロレスの許可を得ずに行った試合であったため、IWGP実行委員会が不認定と主張したが、後日TNAを交えた協議により王者として認定され、第53代王者になる10月18日、Bound For Glory 2009にてTNA世界タッグ王座 & IWGPタッグ王座争奪フルメタルメイヘムマッチを行い勝利。TNA世界タッグ王座を奪取。

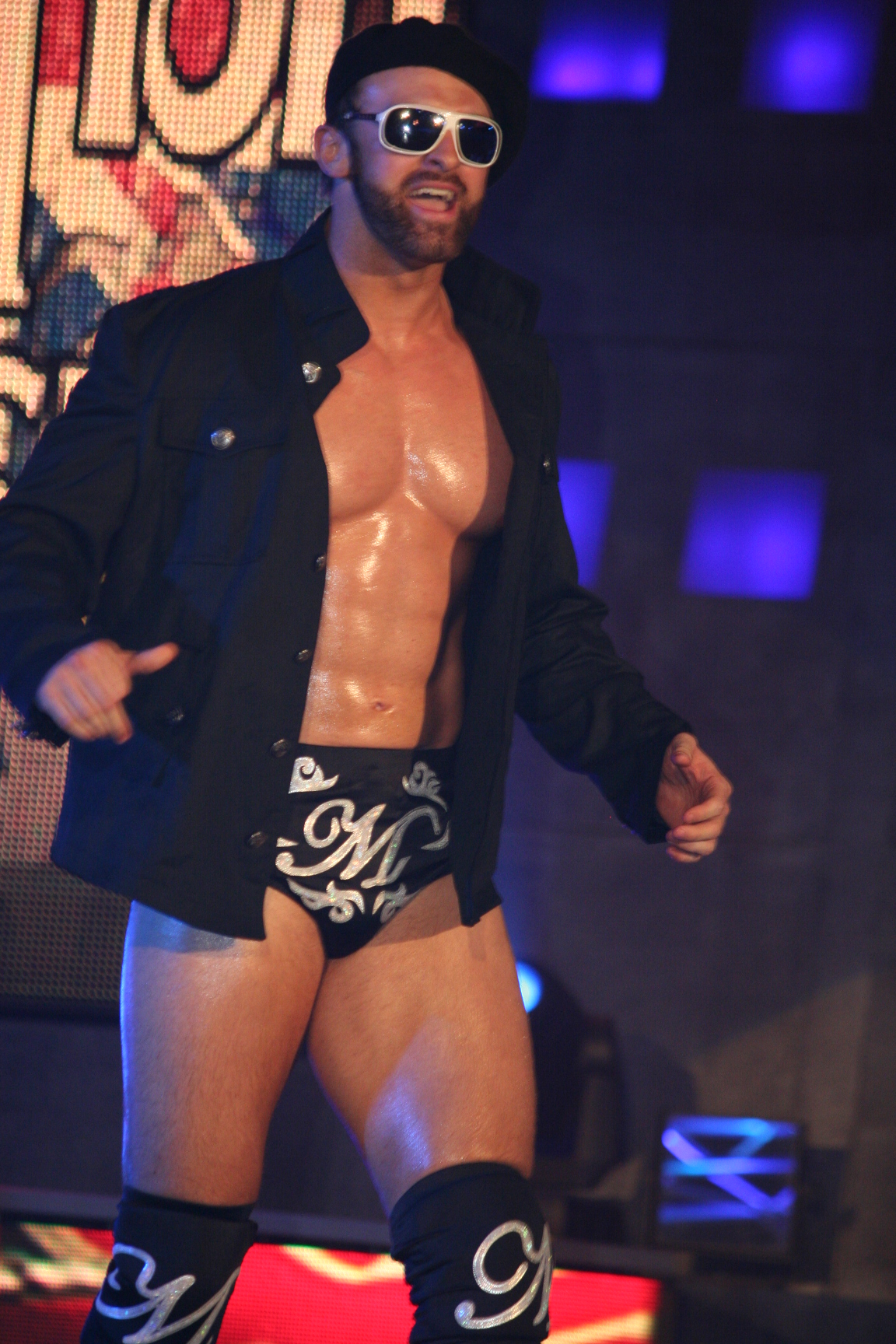
2010年

2010年3月21日、リングネームをマグナス（Magnus）に改称。
2012年2月12日、サモア・ジョーとのタッグで2度目のTNA世界タッグ王座を獲得。7月22日、NOAHの両国国技館大会である「GREAT VOYAGE 2012 in RYOGOKU 力皇猛引退セレモニー大会」にジョーとのタッグで参加。秋山準 & 齋藤彰俊の保持するGHCタッグ王座に挑戦し、11分40秒、ジョーが齋藤をマッスルドライバーからの片エビ固めで下し、初挑戦で初戴冠を果たした。10月には再度ノアへ参戦し、NO MERCYのマイバッハ谷口 & KENTAの挑戦を受けるが、KENTAのフィニッシャーであるGAME OVERの前にマグナスがタップアウトし、初防衛に失敗してしまった。
2013年、エイシズ・アンド・エイツを相手にメインイベント・マフィアの一員として抗争を展開。ユニットから脱退後、10月よりTNA世界ヘビー級王座獲得に向けてシングルで活動するようになり、年間最大のPPVであるBound For Glory 2013にてスティングと対戦して大金星を勝ち取った。11月よりTNA世界ヘビー級王座トーナメントにてサモア・ジョー、カート・アングルを破り、そして12月19日の決勝戦にてジェフ・ハーディーに勝利してTNA世界ヘビー級暫定王者となった。
2014年1月9日、TNA世界ヘビー級王者であるAJスタイルズに挑戦して勝利。ベルトを奪取して最年少記録保持者となった。3月2日、WRESTLE-1にTNA世界ヘビー級王者として参戦。KAI相手に防衛した。

### GFW
2015年7月9日、リングネームをニック・オールディス（Nick Aldis）に改称。同月24日、ジェフ・ジャレットが主宰するGFWのAmpedに参戦。 同日より開始された初代GFWグローバル王者決定トーナメントにエントリー。1回戦にてコンゴ・コングと対戦。180kgを誇るコングに対しセカンドロープから投げてみせ、最後は裏投げを決めて勝利。10月23日、GFW Ampedにて決勝を行い、ボビー・ルードと対戦して勝利。初代王者となった。

### TNA
2017年4月13日、Impact Wrestlingにてアナウンサーであるジェレミー・ボラッシュとジョシュ・マシューズの抗争でチーム対抗戦が行われ、ボラッシュ率いるチームJBの一員としてサプライズ登場。アルベルト・エル・パトロン & クリス・アドニス & マット・モーガンと組んでマシューズ率いるチーム・ゴート（ブラム & タイラス & イーライ・ドレイク & ラシュリー）と対戦。終盤に両チーム入り乱れての乱闘になるが、モーガンがブラムに対してカーボン・フットプリントから自身のダイビング・エルボードロップへと繋げて勝利した。
2017年12月9日、ティム・ストームを破り第130代NWA世界ヘビー級王座に就く。

### WWE
2023年10月13日、WWE現場責任者トリプルHが、スマックダウンの新GMに任命した。

## その他
- IWGPタッグ王座保持中、新日本プロレスには来日しておらず、2012年7月22日のプロレスリング・ノア参戦がノア初参戦だけでなく、日本の団体自体への初来日となった。つまり、初来日するよりも先に日本の王座を獲得した。
- IWGPタッグ王座獲得時、22歳8か月で、2012年現在において新日本へ未参戦にもかかわらず、全IWGP王座中で最年少戴冠記録となっている。（現在は最年少戴冠記錄22歳7ヶ月保持者カラム・ニューマン）。
- 2012年7月22日のNOAH参戦におけるGHCタッグ王座の獲得は、日本初来日・ノア初参戦・GHC初挑戦にしてGHC王座初奪取という記録を残した。（現在は最年少戴冠記録21歳9ヶ月保持者清宮海斗）。
- イギリスのスポーツ誌『FSM』にコラムを持っている。
- 『マッスル・アンド・フィットネス・マガジン』で、2010年3月と2010年5月にメンズフィットネスのコーナーで紹介されている。
- 映画『グラジエーター』の英国復活版にオブリビオン役で出演した[20]。
- 妻はWWEやTNAで活動したミッキー・ジェームスである。

## 得意技

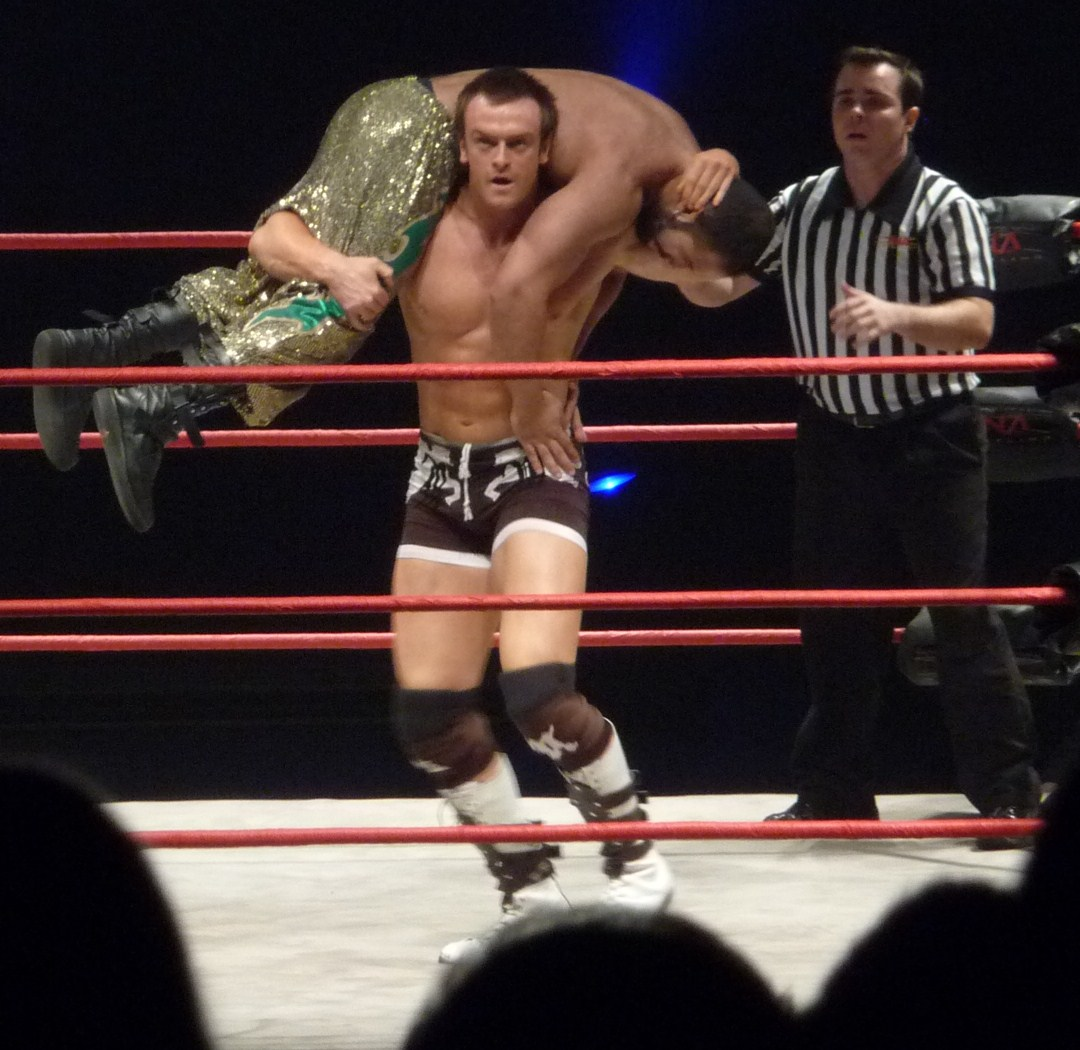
トーメンターム

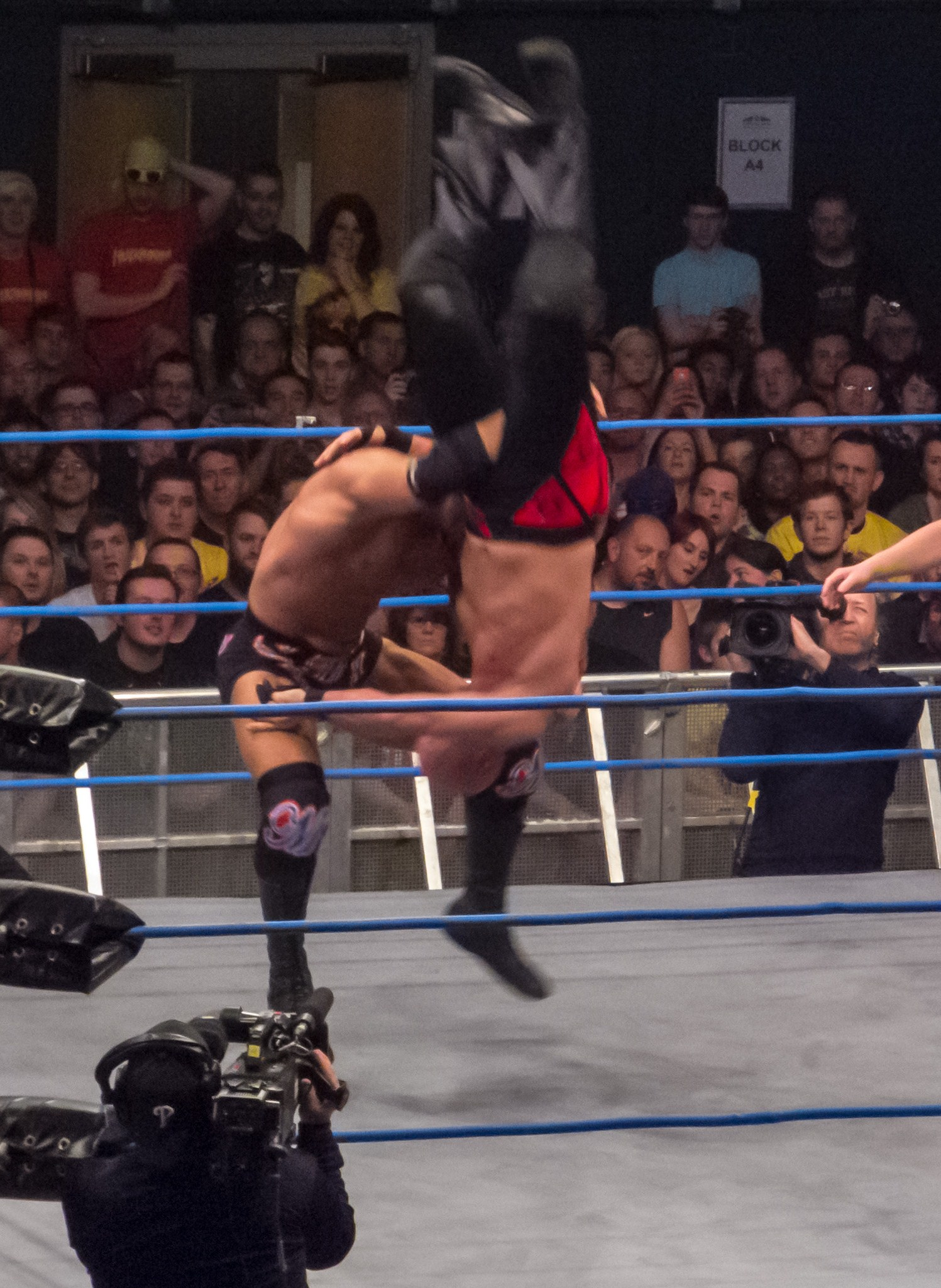
マグ・ダディ・ドライバー

### フィニッシュ・ホールド
キングズ・リン・クローバーリーフ
テキサスクローバーホールド。
ダイビング・エルボー・ドロップ
トップロープから仕掛ける。
トーメンターム
変型バックフリップ。
マグ・ダディ・ドライバー
変型みちのくドライバーII。略称でMDDと呼ばれる場合がある。
旧称はマグナス・ドライバー。
スパインシェーカー
バック・スープレックス・サイドスラム。

### 打撃技
エルボー
エルボー・スタンプ
ヨーロピアン・アッパーカット
バックエルボー
バックハンド・チョップ
ナックルパンチ
クローズライン

### 投げ技
ジャーマンスープレックス
パワーボム
DDT
スープレックス
スーパープレックス
ベリー・トゥー・バック・スープレックス

### フォール技
スクールボーイ
バックスライド
スモール・パッケージホールド
ヨーロピアン・クラッチ
ジャックナイフホールド
外道クラッチ

## タイトル歴
NWA

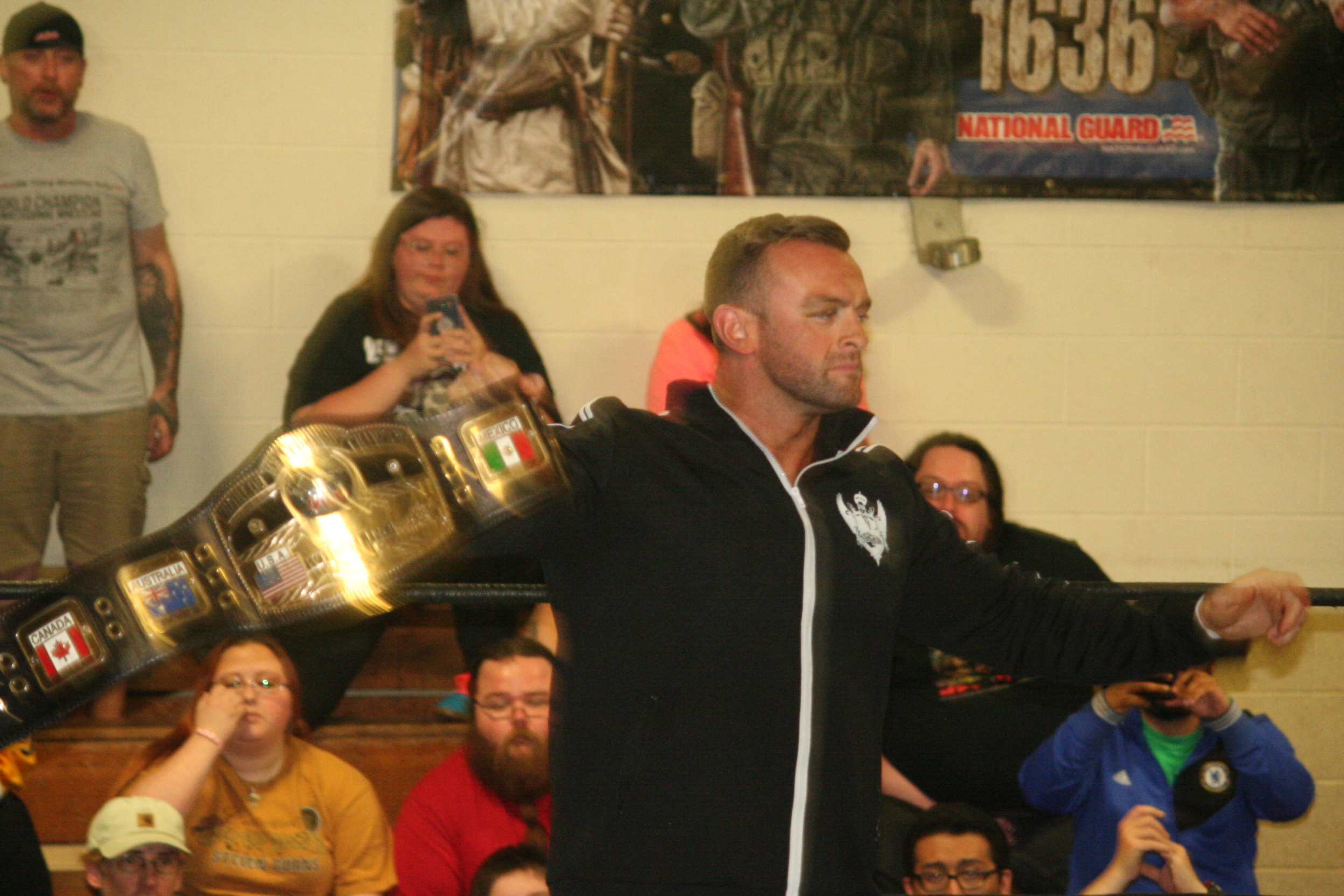
NWA世界ヘビー級王座

- NWA世界ヘビー級王座 : 2回（130代、132代）

GFW
- GFWグローバル王座 : 1回

TNA
- TNA世界ヘビー級王座 : 1回
- TNA世界タッグチーム王座 : 2回

w / ダグ・ウィリアムス
w / サモア・ジョー
プロレスリング・ノア
- GHCタッグ王座 : 1回

第24代 : w / サモア・ジョー
新日本プロレス
- IWGPタッグ王座 : 1回

第53代 : w / ダグ・ウィリアムス